# Бренделл, Брайан
Бра́йан Ги́лберт Бре́нделл (англ. Brian Guilbert Brendell; 7 сентября 1986, Рехобот, Юго-Западная Африка) — намибийский футболист, полузащитник. Выступал за сборную Намибии.

## Карьера

### Клубная
С 1999 по 2005 год играл за молодёжную команду «Френдз». Профессиональную карьеру начал в июне 2005 года в намибийском клубе «Сивикс» из Виндхука. В составе клуба становился чемпионом страны. Играл за команду в Лиге чемпионов КАФ 2006 и 2007 годов. Провёл 4 игры, забив 2 гола.

### В сборной
В 2008 году в составе сборной Намибии участвовал в финальном турнире Кубка африканских наций. На турнире забил 2 гола — марокканцам и гвинейцам.
Последний раз играл за сборную 22 июня 2008 года в отборочном матче к чемпионату мира против команды Гвинеи, закончившимся поражением 0:4.

## Достижения
- «Сивикс»:
  - Чемпионат Намибии: 2004, 2005, 2006, 2007
  - Кубок футбольной ассоциации Намибии: 2008